# Breiz Atao
Cet article a pour sujet les périodiques publiés en 1918 et 1939. Par synecdoque, l'expression peut aussi être utilisée pour désigner le mouvement breton et/ou le nationalisme breton.
Pour le site internet, voir Boris Le Lay.
Breiz Atao (en français « Bretagne toujours ») est un nom utilisé par différentes revues parues entre 1918 et 1939, ainsi qu'en 1944. Un site internet nationaliste breton a utilisé ce titre de l'été 2010 jusqu'en début 2022.
Par extension, le terme « Breiz Atao » a servi à désigner les autonomistes bretons durant l'entre-deux-guerres.

## Premier journal: l'organe du Groupe régionaliste breton (1918-1927)

### Structure et développements
Le premier Breiz Atao est issu du Groupe régionaliste breton. L'association est composée à ses débuts essentiellement de militants classés à droite de l'échiquier politique. En avril 1919, Morvan Marchal peut ainsi écrire dans le journal que selon lui « dans le communisme ou l'anarchie n'est pas la vraie pensée bretonne ». Si des articles rejetant les théories marxistes peuvent ainsi être publiés, la ligne éditoriale est large, et les colonnes du journal sont aussi ouvertes à des hommes de gauche. Le titre est une traduction en breton de « La Bretagne toujours ! ».
Le journal revendique une progression constante de ses ventes lors de ses premières années d'existence. Les ventes augmentent de 13 % en 1920, de 12 % en 1921, de 25 % en 1922, de 15 % en 1923, et de 21 % en 1924. Cette progression est cependant freinée par les moyens financiers limités de l'association, et par les occupations professionnelles de ses membres. Le contenu est aussi un facteur limitant l'audience du journal, peu d'articles pouvant intéresser les classes ouvrières nombreuses dans la région. En 1925, la notoriété du journal est encore très limitée dans la région.
Le format adopté est le 24x32 , sa rédaction et son administration étant domiciliées au 8, rue Édith Cavell, à Rennes, au domicile de son directeur François Debeauvais. Le journal est édité de 1919 à juillet 1927, et les exemplaires sont numérotés du no 1 au no 103.
La maquette est initialement très simple : le manque de finance du parti, et les problèmes de pénuries de papier, limitent la publication à 4 pages et à un tirage à 500 exemplaires. Le titre est simplement orné d'un blason comportant les hermines bretonnes, coiffé d'un dais et d'une couronne. Ce symbole disparaît alors que le groupe s'éloigne des idées régionalistes. Une hausse du financement du parti permet en 1923 de faire évoluer la maquette du journal pour tenter de capter un lectorat plus important. Mordrel dessine une marquette inspirée par les Art déco, le nombre de pages est multiplié par quatre, le prix monte à 50 centimes. Bicolore, le journal arbore en sous-titre « revue mensuelle du nationalisme breton et des relations interceltiques », et en dernière page des symboles panceltiques comme le dragon gallois, le chardon écossais, et le trèfle irlandais en plus des hermine bretonnes. Le coût d'édition important force l'équipe éditoriale à repasser en 1925 à une édition monochrome, et à réduire par deux le nombre de pages. Un nouveau format est lancé au 1er juin 1926. Une nouvelle illustration, réalisée par Théophile Lemonnier et inspirée du mouvement Seiz Breur, est choisie pour la nouvelle manchette.

### La place des arts
La question artistique est traitée de différentes manière par la revue. Une approche théorique de l'art, et de sa place dans le « relèvement » de la Bretagne transparaît dans de nombreux articles de Morvan Marchal. Ce dernier affirme ainsi dès 1920 que la nation et ses arts « qu'ils soient musique, peinture, sculpture ou architecture (le plus social de tous) » sont indissociables. En 1924 Mordrel se fait le défenseur dans les colonnes du journal d'« un art résolument moderne, au service de la Bretagne ».
Elle comporte un grand nombre d'illustrations, réalisées notamment par Olier Mordrel. Comme dans d'autres revues du mouvement breton de l'après-guerre, la technique de la gravure est abondamment utilisée, et mise au service de l'idéologie défendue par le journal. Le symbole du Hévoud est utilisé par la revue à partir de 1925, puis abandonné en 1930 car jugé trop proche de la croix gammée nazie.

### Attrait puis rupture avec le régionalisme
Les premiers adhérents du Groupe régionaliste breton se structurent en dehors des autres partis du mouvement breton existants à l'époque, comme l'Union régionaliste bretonne, ou la Fédération régionaliste de Bretagne. Ceux-ci n'ont pas eu d'activités lors de la Première Guerre mondiale, et ne sont pas connus par les membres, la plupart âgés de moins de 20 ans, du Groupe régionaliste breton. L'édition du premier numéro de Breiz Atao en janvier 1919 va permettre au groupe de se faire connaitre, et d'entrer en contact avec des membres des autres groupes du mouvement breton. Les auteurs de Breiz Atao partagent avec les autres courants régionalistes de l’Emsav un intérêt pour la préservation de la langue bretonne, ainsi que des traditions de la région. Dès le premier numéro de la revue, Morvan Marchal indique que selon lui le régionalisme et l'autonomie administrative sont nécessaires pour la grandeur de la Bretagne. Lors du troisième numéro en mars 1919 le même auteur affirme que le Groupe régionaliste breton est « régionaliste car bon français, et même excellents français ». Le parti structure cependant son organisation lors du premier semestre 1919, et des évolutions idéologiques vis-à-vis du régionalisme deviennent par la suite visibles.
Un début de rupture avec le régionalisme breton est sensible dès juillet 1919 dans les colonnes du journal. Morvan Marchal écrit dans le numéro 6 vouloir rompre avec « la pâle figure régionaliste » et la remplacer par « à peu de chose près le programme fédéraliste de la Ligue fédéraliste française ». L'article ne donne pas lieu à des suites avant la recomposition du Groupe régionaliste breton en Unvaniez Yaouankiz Vreiz en mai 1920. Le ton des articles devient hostile envers la France à partir de janvier 1921, sous la plume de Morvan Marchal et d'Olier Mordrel. En novembre de la même année, ce dernier présente les effets de la « domination étrangère » de la France en Bretagne, en les critiquant fortement, et en prenant Pitre-Chevalier et de La Borderie comme références historiques.
Après avoir critiqué les ressorts du régionalisme, en s'attaquant aux liens entre la France et la Bretagne, les auteurs de Breiz Atao cherchent à recruter les membres de l'Union régionaliste bretonne ou la Fédération régionaliste de Bretagne déçus par le fonctionnement de ces groupes. Le ton utilisé pour critiquer le régionalisme est violent, et rencontre un certain succès. Une rupture s'observe aussi progressivement avec les régionalistes sur la question religieuse, alors que la place du catholicisme est assez centrale chez les régionalistes. Si en avril 1919 Morvan Marchal ne semble pas vouloir rompre avec le catholicisme, dans un article d'avril 1924, Marchal, Mordrel et Yves Le Moal déclarent « inadmissible qu'on veuille mêler religion et question bretonne » et le journal déclare vouloir s'en tenir à la neutralité sur la question religieuse.

### Panceltisme et fédéralisme européen
Par rejet envers la « civilisation française », le journal se cherche d'autres références. Comme les autres composantes du mouvement breton avant lui, le panceltisme sert de cadre. Des courriers sont échangés avec des nationalistes gallois dès les premières années du journal, et en 1923 deux des rédacteurs, Yann Brickler et Morvan Marchal s'y rendent en personne. Ceci débouche sur la publication d'un supplément au journal, intitulé Panceltia à partir de 1923.
Les rédacteurs de Breiz Atao s'intéressent aussi aux « réveils » d'autres mouvement minoritaires en Europe et dans le monde. Dès juillet 1921 Mordrel traite dans les colonnes du journal du « réveil tunisien » et du « réveil flamand », et les années suivantes le journal traite sur le même mode du « réveil letton »(1922), mais aussi du nationalisme indien et du « choc des nationalités au Canada » (1925). Des contacts directs sont pris avec le mouvement flamand, et le journal publie les télégrammes reçus de la part de militants de cette tendance. En mars 1925, Marchal invite les représentants des mouvements celtiques mais aussi flamands, corses et basques à constituer un « comité international des minorités nationales », mais sans succès.

### Restructuration autour de l'affaire d'Alsace
L'affaire alsacienne en 1926, pendant laquelle le Cartel des gauches tente de revenir sur le concordat en Alsace-Moselle, provoque une agitation autonomiste dans cette région. Le journal Breiz Atao publie alors une « lettre ouverte aux autonomistes alsaciens-lorrains » en juin 1926 dans laquelle Morvan Marchal indique le soutien de la revue aux autonomistes locaux. Cette prise de position amène une certaine publicité au journal, puisque celui-ci se trouve attaqué par les autres titres de la presse locale, mais aussi par le gouvernement lors de prises de paroles à l'Assemblée nationale.
Cette médiatisation du journal entraîne une hausse des effectifs du Groupe régionaliste breton, et l'apparition de nouvelles ambitions pour le journal. Prenant exemple sur la structuration politique des autonomistes alsaciens, il est décidé de repenser la structure du parti et du journal.

### Un supplément:Gwalarn
Le journal Breiz Atao se dote début 1925 d'un supplément littéraire rédigé intégralement en langue bretonne. L'édition de ce supplément vise à atteindre l'un des buts revendiqués du Groupe régionaliste breton, à savoir « aider à la naissance en Bretagne d'un mouvement intellectuel et artistique indépendant ». Roparz Hemon en prend la tête et assure la direction de la revue.
Gwalarn reprend le format de Breiz Atao, le 24x32, et est publié comme supplément à celui-ci de mars 1925 à juillet 1926. Sur une base trimestrielle, elle compte entre 12 et 16 pages. La publication compte des textes originaux sous la forme de poèmes, de romans, de pièces de théâtre, mais comporte aussi des traductions d'œuvres étrangères.

## Deuxième journal: l'organe du Parti autonomiste breton (1927-1931)

Logo du journal, lorsque celui-ci est géré par le Parti autonomiste breton.

### Évolutions structurelles
Le journal est édité de septembre 1927 à juin 1931, et les exemplaires sont numérotés du no 1 au no 145.
La transformation du Groupe régionaliste breton/Unvaniez Yaouankiz Vreiz en Parti autonomiste breton est décidée à la suite du congrès de Rosporden de septembre 1927. Le « n°1 » du nouveau Breiz Atao indique vouloir quitter le format mensuel de l'ancienne formule pour opter pour une publication bimensuelle, et de viser une périodicité hebdomadaire puis quotidienne. Il affirme aussi vouloir se dépouiller de « l'habit aristocratique de la revue intellectuelle, pour revêtir le chupen » et cibler « l'ouvrier, le paysan, le marin breton ». La diffusion et la vente de celui-ci doit être organisée par les militants du parti. Le journal doit alors servir à diffuser les idées du parti, qui vise alors à devenir un parti de masse ; pour ce faire, il est aussi acté la création d'une société de crédit, la Kevredad-Kretaat evit adsevel Breiz, de manière à lever des fonds nécessaires aux actions militantes, mais aussi la création d'une imprimerie pour faciliter l'édition du journal.
La forme du journal évolue lors de cette période. De bimensuel, il passe à une fréquence de diffusion hebdomadaire en février 1929, sur quatre pages. Le tirage du journal connaît un maximum de 8 000 exemplaires pour 1 200 abonnés. Des numéros spéciaux sont parfois tirés à 20 000, voir 50 000 exemplaires, et distribués gratuitement. L'exploitation reste déficitaire ; si la publicité permet d'apporter une partie du financement, les pertes sont comblées par les militants, et l'importance de celles-ci limite le développement du journal.
Le format de la publication évolue et gagne en hauteur. La typographie du titre opte pour deux styles différents : Bauhaus pour « Breiz » et celte pour « Atao », pour associer symboliquement modernité et tradition. La maquette évolue de nouveau à partir du 1er avril 1928 : le Hévoud, déjà utilisé par le parti depuis trois ans, est intégré à la première page (mais disparaît de cet emplacement dès 1929, jugé trop proche de la croix gammée nazie). Le journal est cependant jugé peu attrayant, et ne dispose que de peu d'illustrations. La typographie est affinée à partir de 1929, et devient l'une des marques distinctives du journal. Après les tentatives électorales ruineuses pour le parti, le journal prend un format beaucoup plus austère fin 1930.

### Évolutions éditoriales

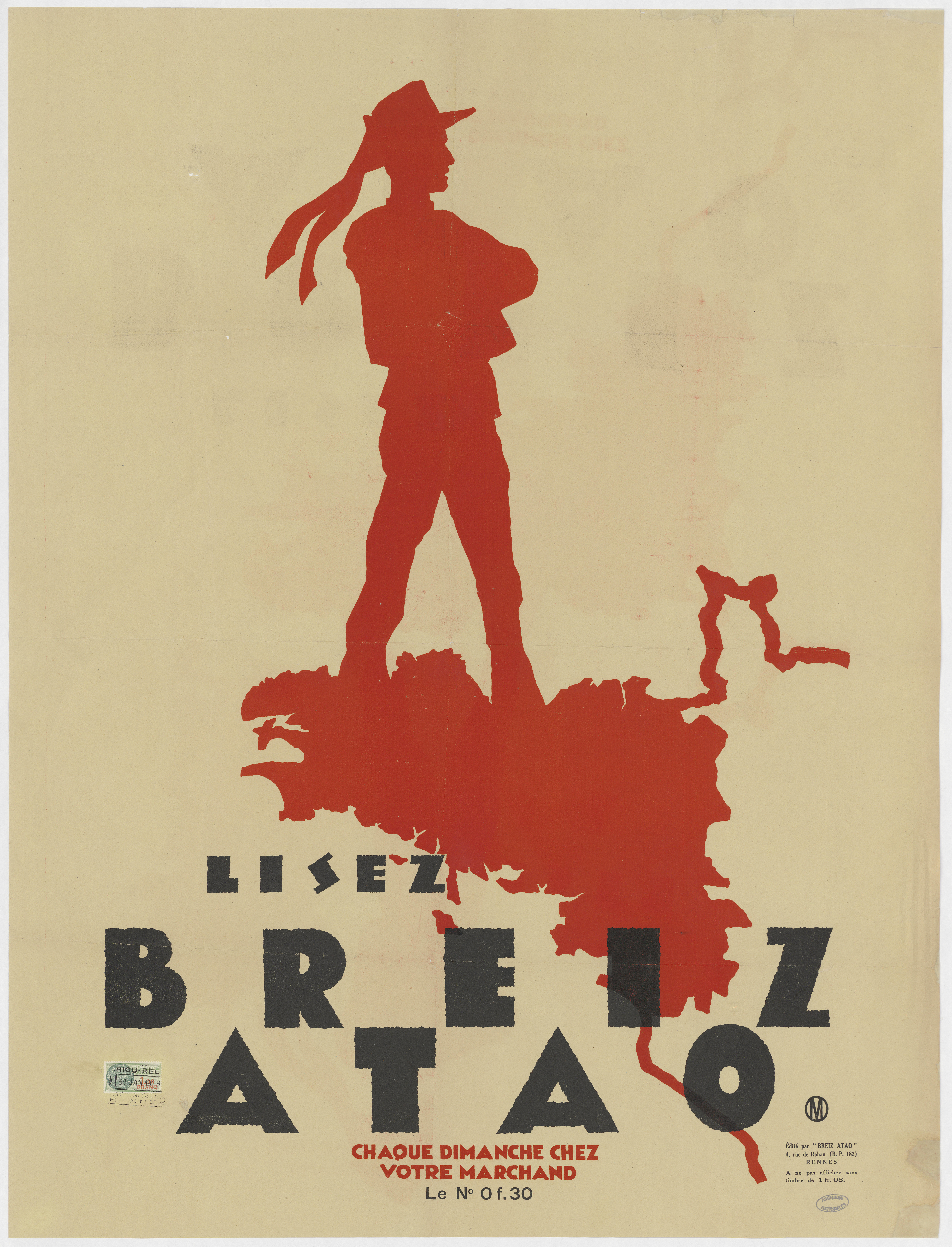
"Lisez Breiz Atao" (1929)

La ligne éditoriale du journal suit celle fixée en congrès par le parti. Un nombre important d'articles est alors consacré aux difficultés économiques de la Bretagne, et le journal insiste sur le manque d'infrastructures dont dispose la région. Il accuse alors l'État français d'être responsable de la situation et de favoriser d'autres régions. L'analyse soutenue par le journal permet alors de mettre en avant la solution autonomiste défendue par le parti. La réserve sur le plan politique qu'observe le parti limite cependant l'exploitation de cette grille de lecture économique. Il traite aussi à l'occasion d'actualité internationale, et condamne la montée du fascisme et du nazisme.
Le journal suit aussi les activités du parti. Il assure ainsi la couverture de la campagne électorale de Goulven Mazéas lors de l'élection législative partielle de 1930 à Guingamp, et le journal sert alors de tribune au candidat pour exposer ses idées. Le journal assure aussi la couverture du procès des autonomistes alsaciens qui fait suite aux Élections législatives de 1928, lorsque 22 d'entre eux sont poursuivis pour atteinte à la sûreté de l'État. Le journal publie aussi des comptes rendus des congrès du parti, et ouvre ses colonnes aux différentes tendances de celui-ci.

### Crise entre fédéralistes et nationalistes
La maîtrise du journal devient un sujet d'affrontement entre les tendances nationaliste et fédéraliste. Lors d'un congrès extraordinaire du parti en avril 1931 à Rennes, le parti reprend en main la direction du journal. L'administrateur général de Breiz Atao, François Debeauvais, se voit imposer un administrateur adjoint, mais démissionne par refus. Arsène Gefflot et L. en prennent alors la direction. Un comité de rédaction (dont fait partie Fant Rozec) et un secrétaire de rédaction (Ronan Klec'h) sont aussi mis en place. Le journal passe alors sous l'influence des fédéralistes.

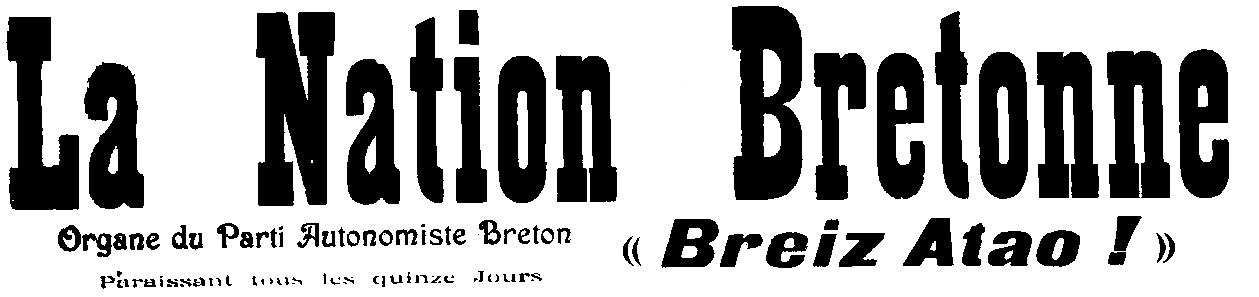
Les fédéralistes lancent La Nation bretonne en juin 1931 qui reprend Breiz Atao en sous-titre, ce qui permet aux nationalistes d’accaparer le titre Breiz Atao pour leur propre publication.

Les difficultés du journal sont à l'époque cachées par administrateur François Debeauvais. La nouvelle équipe tente en vain d'obtenir de ce dernier la comptabilité du journal au début de l'année 1931. Craignant des difficultés financières importantes, ils décident alors de laisser la responsabilité des dettes à l'ancien administrateur du journal. Un nouveau journal est alors lancé en juin 1931, La Nation bretonne, qui prend comme sous-titre le nom de l'ancien journal, Breiz Atao, et est distribué aux abonnés de l'ancienne formule. François Debeauvais profite de ce changement de titre pour récupérer l'appellation Breiz Atao, et refait publier le journal, en affirmant aux abonnés que son édition du journal est la seule continuatrice de la version précédente. Il annonce alors une publication mensuelle du journal, mais les finances ne lui permettent pas de mettre en œuvre son projet, et le journal n'est plus publié. Un groupe de nationalistes dissidents fait même publier une revue concurrente, War Zao, qui critique ouvertement la ligne de Debeauvais.

## Troisième journal: l'organe du Parti national breton (1931-1939)

### Structure et fonctionnement

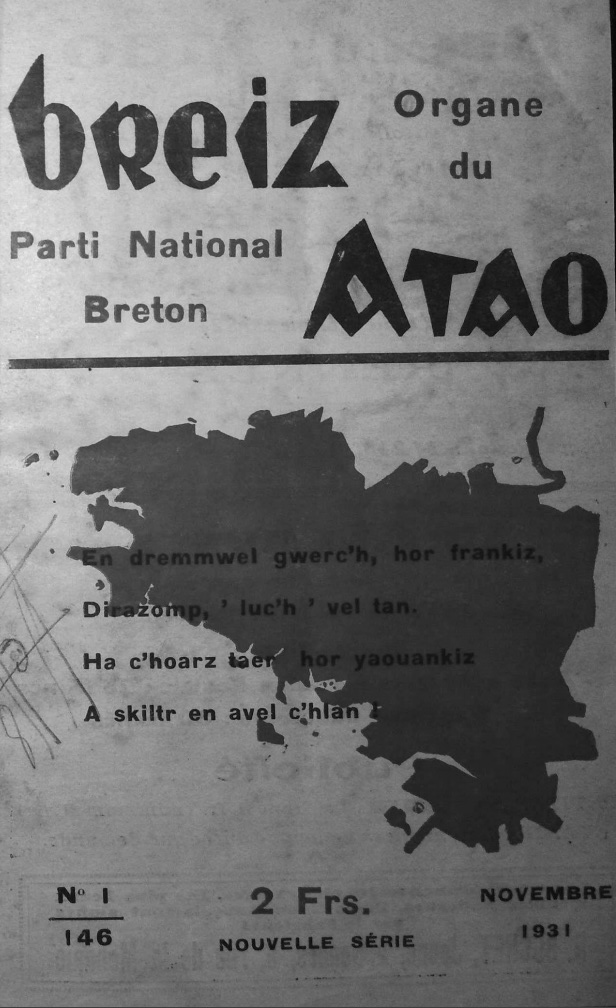
Le premier numéro édité par le Parti national breton en novembre 1931 adopte une double numérotation, se qualifiant de No 1 et de « nouvelle série », tout en indiquant être le no 146, prenant ainsi la suite de la numérotation de la revue éditée par le PAB.

Le journal est édité de novembre 1931 à août 1939, et les exemplaires sont numérotés du no 1 au no 146.
Les premiers mois du Breiz Atao du Parti national breton sont difficiles. Le nombre de pages passe de 32 à 16, puis à 8 en l'espace de trois numéros. Le nombre d'abonnés est aussi en baisse. Sur les 1 000 abonnés que comptait le journal avant la scission du Parti autonomiste breton, seuls 250 ont renouvelé leur abonnement, pour parvenir à un total de 303 en juin 1932. Le journal subit aussi la concurrence de War Zao, le journal des nationalistes du Trégor, qui a poursuivi sa publication lors de l'interruption de Breiz Atao.

### Lignes éditoriales
Breiz Atao intègre fin 1931 la ligne éditoriale établie par le Parti national breton. Lors du congrès de Landerneau du 27 décembre 1931, le parti proclame sa neutralité sur les questions sociales et religieuses. Toute analyse économique et sociale cesse alors d'être publiée par le journal, ce qui n'est pas sans provoquer la critique de militants comme Yann Sohier. Le journal prend aussi position contre la violence utilisée par le groupe Gwenn ha Du lors de l'Attentat du 7 août 1932 à Rennes, puis contre celui d'Ingrandes en décembre de la même année, tout en légitimant les revendications du groupe.
Cette série d'attentats amène cependant une certaine publicité au journal, qui en profite pour lancer une nouvelle formule le 21 août 1932, en renouant au passage avec les critiques économiques et sociales. Les 4 et 5 février 1933, le parti décide lors du congrès de Rennes d'insister sur les effets de la Grande Dépression en Bretagne ; le journal publie ainsi une série d'articles insistant sur les difficultés économiques dans la région et mettant en avant l'option autonomiste comme solution à ces problèmes.
La prise en compte des questions politiques et économiques par Breiz Atao prend une nouvelle tournure avec la publication du programme SAGA par Olier Mordrel (sous pseudonyme) dans le numéro du 12 mars 1933. En huit parties regroupant 48 points, l'auteur entend rompre avec le marxisme et le capitalisme au profit d'un capitalisme corporatif. La publication d'un programme aussi détaillé marque une certaine rupture, ce qui n'est pas sans attirer des critiques importantes ; le programme et son adoption sont alors repoussés. Cette initiative reste cependant en marge de la ligne éditoriale du journal, et peu d'articles proposent des analyses économiques détaillées ; l'autonomie administrative comme seule ligne d'horizon est mise en avant par le journal lors de l'année 1934.

### Positions politiques

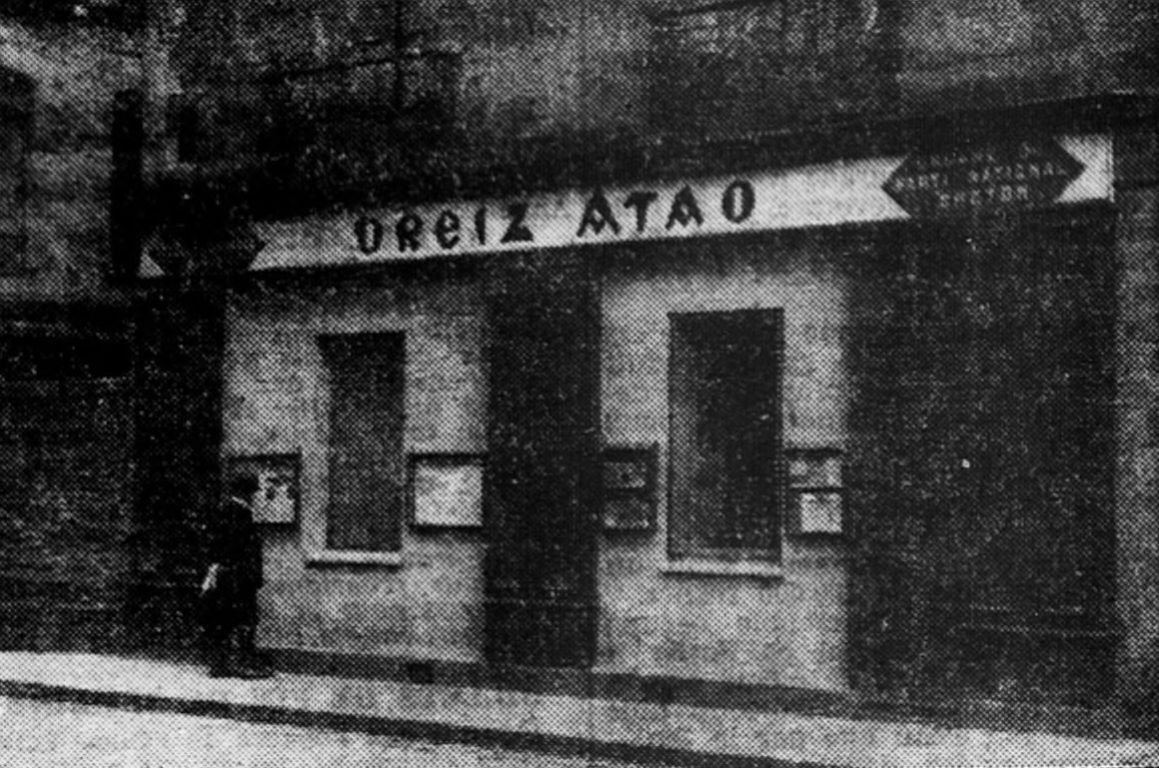
Local du journal en 1938 à Rennes.

Le journal sert de soutien lors des tentatives électorales du parti. Breiz Atao appuie la candidature de Olier Chevillotte (br) en décembre 1931 sous les couleurs du PNB dans le canton de Saint-Renan (22 % des voix), mais aussi les candidatures de candidats extérieurs, invitant ainsi les électeurs à voter contre Maurice Bouilloux-Lafont à Quimper lors des législatives de 1932.
Les prises de position du PNB sont aussi exprimées dans les colonnes du journal. Lors de la crise du 6 février 1934, la condamnation des Croix-de-Feu comme de la gauche française amène à la proposition par Breiz Atao en septembre 1934 de la constitution d'un Front Breton. L'idée est reprise à plusieurs reprises en 1935.
À l'instar d'autres publications issues du mouvement breton à la même époque, l'actualité internationale occupe une place importante dans Breiz Atao. La défense des minorités nationales reste une position centrale, et est déclinée dans de nombreux cadres géographiques : Sarre en 1935, invasion de l'Éthiopie en 1935, empire colonial français.
Le déclenchement de la guerre civile espagnole en 1936 est l'occasion d'une série d'articles sur les minorités du pays : catalans, galiciens, basques... La grille de lecture du parti est appliquée à ces articles : l'autonomie est mise en avant comme solution politique.
À partir de 1936, François Debeauvais et Olier Mordrel deviennent convaincus qu'un conflit armée entre la France et l'Allemagne est proche, et y voient une opportunité pour les nationalistes bretons. Si tous deux s'accordent pour jouer la carte de l'Allemagne, Olier Mordrel souhaite une convergence idéologique avec le nazisme, et commence à exprimer ses idées dès 1934 dans la revue Stur. Ces positions ne rencontrent cependant pas l'adhésion des membres du PNB, et des remises en cause de ces idées sont publiées par certains auteurs de Breiz Atao. Début 1937, Raymond Delaporte, un des opposants à la ligne pro-nazie prend la tête du journal lors des problèmes de santé de François Debeauvais, et en profite pour dénoncer les thèses de Mordrel dans le journal. Ce dernier parvient cependant à imposer cette ligne à la suite du congrès de Carhaix que le parti organise en août 1937, et dès lors une ligne fascisante est adoptée et présente de nombreuses convergences avec le nazisme. Le journal adopte la même année un point de vue favorable à l'Allemagne lors de la crise des Sudètes, puis de l'Anschluss, alors que François Debeauvais et Olier Mordrel tentent dans le même temps d'obtenir le soutien des services secrets allemands.
Un mouvement de répression touche le journal à partir de mai 1938 alors que le PNB lance une campagne de tags séditieux dans la région. La diffusion du journal est interdite dans les casernes. Debeauvais s'enfuit en Belgique et laisse la direction du journal à Mordrel. Une nouvelle campagne d'affichage est lancée en août 1938, et Mordrel et Debeauvais sont alors poursuivis pour les articles qu'ils ont publiés dans Breiz Atao. Debeauvais est condamné à un an de prison ferme et Mordrel à un an avec sursis. Breiz Atao continue cependant d'opter pour une ligne pro-allemande par la suite, en se cachant derrière une ligne pacifiste de façade. Breiz Atao cesse de paraître lorsque la Seconde Guerre mondiale éclate : son dernier numéro est daté du 27 août 1939.

## Quatrième journal

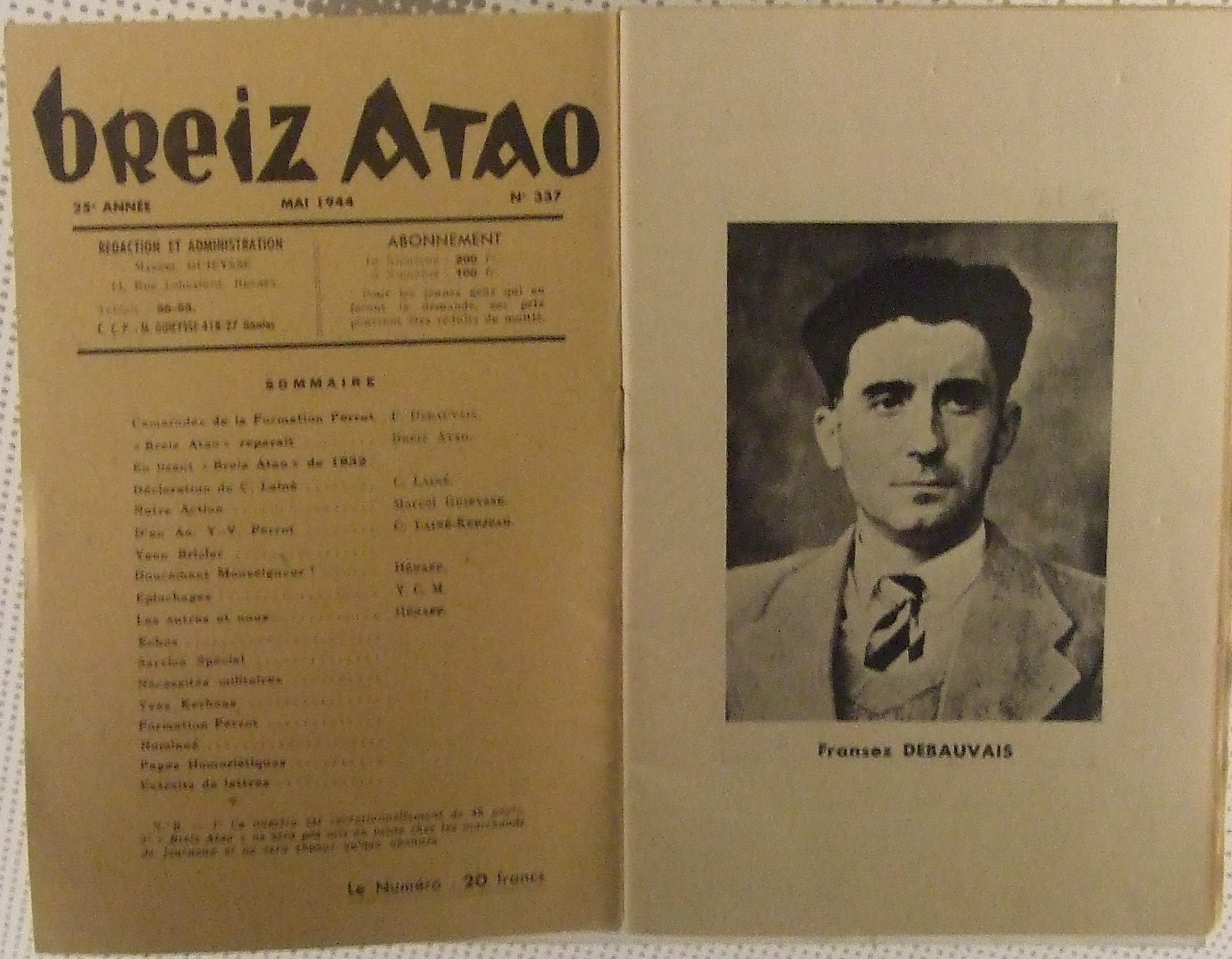
Numéro de Breiz Atao de 1944, promouvant la formation de la milice de Célestin Lainé et un article de François Debeauvais sur l'alliance du nationalisme breton avec le nazisme.

Le Parti national breton reprend ses activités dès la capitulation française de 1940. Olier Mordrel est écarté de la direction du parti dès décembre de la même année en raison de ses prises de position, au profit de Raymond Delaporte. François Debeauvais doit alors rester éloigné des affaires du parti en raison de ses problèmes de santé. Opposé à la ligne de Delaporte, il soutient alors Célestin Lainé qui est alors rentré en dissidence dans ce parti, et dans une lettre de janvier 1944 lui lègue les droits sur le titre Breiz Atao. Lainé parvient à éditer un unique numéro, le N°337, mais doit arrêter la publication du journal après la destruction de l'imprimerie par un bombardement. En fuite après la défaite de l'Allemagne nazie, il projette plusieurs numéros. Le n° 338 reste à l'état de projet, mais un n° 339 est publié en novembre 1947 ; réfugié en Irlande après sa condamnation à mort par contumace pour faits de collaboration et sa fuite en Allemagne, Lainé dresse dans ce dernier un bilan de la guerre, et qualifie de processus d'« extermination » la répression qui touche les nationalistes, tout en mettant en avant la chute de l'empire colonial français. Il s'efforce par la même occasion de « justifier son action passée ».

## Héritage et influences
Le nom Breiz Atao devient dès l'entre-deux-guerres un synonyme du mouvement breton, et le terme est aussi utilisé pour désigner les militants de ce mouvement.
Breiz Atao reparaît une dernière fois en 1961, sous forme ronéotypée.
Le titre est réutilisé par Boris Le Lay qui lance, le 12 août 2010, le site internet Breizatao.com, reprenant la typographie du journal de Lainé. Déréférencé par Google, la fermeture du site est demandée dans le cadre d'une procédure judiciaire menée contre son administrateur récidiviste, pour incitation à la haine raciale.

## Ouvrage
- Le Nationalisme breton, aperçu doctrinal, Rennes, Breiz Atao, 1925.

## Sources